# Villafranca de los Barros
Villafranca de los Barros és un municipi de la província de Badajoz a la comunitat autònoma d'Extremadura. Està situat a la comarca de Tierra de Barros i a 75 km de Badajoz. Té una superfície de 105 km² i una població de 13.084 (cens de 2007).